# Paschalis Torres Lloret
Pascual Torres Lloret (ur. 23 stycznia 1885 w Walencji, zm. 6 września 1936) – hiszpański błogosławiony Kościoła katolickiego.

## Życiorys
W dniu 5 października 1911 roku ożenił się z Leonor Perez Canet; z tego związku miał dwóch synów i dwie córki. Pracował jako robotnik budowlany. Wstąpił do Akcji Katolickiej, a także zbierał datki na kolonię dla trędowatych. Został aresztowany w czasie wojny domowej w Hiszpanii 6 września 1936 roku. Zabrano go na cmentarz i zastrzelono go tego samego dnia.
Został beatyfikowany w grupie Józef Aparicio Sanz i 232 towarzyszy przez papieża Jana Pawła II w dniu 11 marca 2001 roku.